# Theorienpluralismus
Theorienpluralismus oder theoretischer Pluralismus ist in der Wissenschaftstheorie die Methodologie, welche in der Wissenschaft eine Vielzahl theoretischer Alternativen fordert, um durch deren gegenseitige kritische Prüfung den Erkenntnisfortschritt zu fördern. Im Gegensatz hierzu steht der Theoretische Monismus, welcher indes meist nur implizit vertreten wird.
Der Theorienpluralismus wurde von Paul Feyerabend in Zusammenhang mit seiner Kritik des Empirismus entwickelt. Hans Albert und Helmut Spinner haben ihn mit der erkenntnistheoretischen Position des Fallibilismus verbunden. Hingegen wird der theoretische Monismus oft verknüpft mit der methodologischen Position des Certismus bzw. der Forderung nach einer Letztbegründung der behaupteten theoretischen Aussagen.
Mit analogen erkenntnistheoretischen Argumenten kann neben Theorienpluralismus ebenfalls ein Methodenpluralismus gefordert werden. Beispiele hierfür sind Karl Poppers Methodenpluralismus (Logik der Forschung) oder der Methodenanarchismus Paul Feyerabends (Wider den Methodenzwang und Erkenntnis für freie Menschen).
Laut Karl Popper hat Thales mit der dogmatischen Tradition gebrochen, die lediglich eine Schulmeinung erlaubt, und die kritische Tradition begründet, die eine Vielfalt von Lehrmeinungen zuließ, die alle versuchen, sich der Wahrheit mittels kritischer Diskussion zu nähern.

## Theorienpluralismus als Methodologie
„Theorienpluralismus“ will nicht bloß abwertend den chaotischen oder „krisenhaften“ Zustand beschreiben, wie er in gewissen Wissenschaftsdisziplinen mehr oder minder dauerhaft anzutreffen sei. Vielmehr ruft „Theorienpluralismus“ als Methodologie dazu auf, um eine vergleichend vorgehende Kritik überhaupt erst zu ermöglichen, zu einer jeden zu prüfenden wissenschaftlichen Hypothese oder Theorie möglichst viele brauchbare Alternativen zu suchen oder neu zu erfinden. Die vorzügliche Methode, den Erkenntnisfortschritt entsprechend zu organisieren, ist im Theorievergleich gegeben.
Der Theorienpluralismus stützt sich dabei auf die erkenntnispsychologische Grundeinsicht, dass empirische Tatsachen erst im Lichte von Theorien bzw. in Form von Allgemeinbegriffen (die selber gleichsam unentwickelte Theorien darstellen) beobachtet und in ihrer begrifflichen Erfassung für das Erkennen relevant werden. „Vorurteile findet man durch Kontrast und nicht durch Analyse.“
Es gibt weder endgültige Begründungen noch endgültige Widerlegungen; denn auch Beobachtungshypothesen samt dem beteiligten Hintergrundwissen können evtl. widerlegt werden. Daher sind Alternativtheorien immer erforderlich, um kritische Gegenprüfungen zu erlauben. Theorienpluralismus ist so eine direkte Konsequenz des konsequenten Fallibilismus.
Übrigens sind in diesem Zusammenhang spekulative oder auch metaphysische Aussagen für die empirische Erkenntnis nicht schlechthin wertlos; denn sie können nämlich als ein Erkenntnisprogramm aufgefasst und so zur Konstruktion neuer empirisch-wissenschaftlicher Theorien benutzt werden.
„Der Fortschritt der Wissenschaft vollzieht sich durch Konstruktion und Kritik, wobei die Erfindung theoretischer Alternativen und die Erfindung und Herstellung brauchbarer experimenteller Situationen - bzw. die Suche nach relevanten Tatsachen - eine wichtige Rolle spielen. Zur Wissenschaftslehre des Kritizismus gehört also ein theoretischer Pluralismus, der ausdrücklich die positive Bedeutung von Alternativen für das Problemlösungsverhalten betont und darüber hinaus die Möglichkeit eines Erkenntnisfortschritts in kontra-intuitiver und in kontra-induktiver Richtung berücksichtigt.“
Wird die Theorie des Erkenntnisfortschritts über Forschungsprogramme, wie Imre Lakatos sie vorgesehen hat, ergänzt durch die Idee eines „verbandhaften“ Fortschritts, so wird dadurch die Alternative Theorienmonismus vs. Theorienpluralismus hinfällig bzw. in einem übergreifenden, neu gedeuteten Programm aufgehoben.

## Kritik
Max Weber plädiert grundsätzlich dafür, dass möglichst divergente Positionen an den Hochschulen vertreten sein sollten. Er hält „Katheder-Wertungen“ von Hochschullehrern höchstens dann für akzeptabel, falls Bedingungen eines Wissenschaftspluralismus verwirklicht wären. „Denn der radikale Zweifel ist der Vater der Erkenntnis.“ Da indes solche Verhältnisse an den Universitäten praktisch nicht gegeben seien, hält er die Wertfreiheit als die einzig mögliche hochschulpolitische Lösung.
Margherita von Brentano macht den Vertretern des Theorienpluralismus zum Vorwurf, hinter der Forderung des Pluralismus verberge sich ein „Monopolpluralismus“; denn alternative Konzeptionen blieben in der hochschul- und wissenschaftspolitischen Wirklichkeit schon aufgrund vorgegebener Strukturen ausgegrenzt.
Wolfgang Krahl wendet gegen die Forderung nach permanentem Theorienpluralismus ein, dass sie mit der Forderung nach maximaler Effektivität in den Naturwissenschaft in Konflikt gerate und deswegen auf wenig Realisierungschancen stoße. Realistischer sei ein Wechsel von mal pluralistischen zu mal nicht pluralistischen Phasen zu erwarten. In einem gewissen Ausmaß sei jedoch Pluralismus schon dadurch gegeben, dass Theorien bei Misserfolgen nicht sofort zugunsten einer Nachfolgertheorie aufgegeben würden, sondern eine Bewährungschance erhielten.